# Jaume Traserra i Cunillera
Jaume Traserra i Cunillera (Granollers, 11 de juliol de 1934 - 25 de gener de 2019), bisbe català, era bisbe emèrit de Solsona i va ser bisbe titular de Selemselae i auxiliar de Barcelona (1993-2001), bisbe de Solsona (2001-10) i vicegran prior del Sagrat i Militar Orde Constantinià de Sant Jordi.

## Biografia
Llicenciat en Filosofia, Teologia i Dret, va cursar les llicenciatures de Filosofia i Lletres i Dret a la Universitat de Barcelona i era doctor en Dret Canònic per la Pontifícia Universitat Gregoriana de Roma.
Fou ordenat prevere el 19 de març de 1959. Es va dedicat a la docència de Dret Canònic impartint classes a la Facultat de Teologia de Catalunya i a l'arxidiòcesi de Barcelona va ocupar, entre d'altres, els càrrecs de notari del Tribunal Eclesiàstic (1962-71), secretari-canceller (1972-87) i vicari general (1987-93). El 1986 fou nomenat canonge de la Catedral de Barcelona i va ser degà del capítol catedralici entre els anys 1994 i 2000.
El papa Joan Pau II el va preconitzar bisbe titular de Selemselae el 9 de juny de 1993 i va ser consagrat bisbe el dia 5 de setembre del mateix any pel cardenal Ricard Maria Carles, del qual va ser bisbe auxiliar de Barcelona entre els anys 1993 i 2001. El mateix papa el va nomenar bisbe de Solsona el 28 de juliol de 2001, diòcesi de la qual va prendre possessió el dia 30 de setembre.
L'any 2009, quan va complir 75 anys, va presentar la seva renúncia al capdavant de la diòcesi solsonina que no li fou acceptada fins al 3 de novembre de 2010 quan el papa Benet XVI va designar el seu successor, el bisbe Xavier Novell, que havia estat la seva mà dreta durant el seu episcopat. El 12 de desembre abandonà la seu solsonina.
A la Conferència Episcopal Espanyola va ser membre de la Comissió de Patrimoni Cultural (1993-2011) i del Consell d'Economia.
Va viure els últims anys de la seva vida a la residència familiar de Granollers on col·laborava diàriament amb la Parròquia de Sant Esteve.
Morí a la seva ciutat natal a la matinada del 25 de gener de 2019 després d'una greu malaltia.

## Tractament i títols
Els tractaments honorífics que Jaume Traserra va rebre al llarg de la seva vida són els següents:
- Del 19 de març de 1959 a 1986: Mossèn Jaume Traserra i Cunillera.
- De 1986 al 9 de juny de 1993: Molt Il·lustre Mossèn Jaume Traserra i Cunillera, canonge de la Catedral de Barcelona
- Del 9 de juny de 1993 al 28 de juliol de 2001: Excel·lentíssim i Reverendíssim Monsenyor Jaume Traserra i Cunillera, bisbe titular de Selemselae i auxiliar de Barcelona.
- Del 28 de juliol de 2001 al 30 de setembre de 2001: Excel·lentíssim i Reverendíssim Monsenyor Jaume Traserra i Cunillera, bisbe preconitzat de Solsona.
- Del 30 de setembre de 2001 al 3 de novembre de 2010: Excel·lentíssim i Reverendíssim Monsenyor Jaume Traserra i Cunillera, bisbe de Solsona.
- Del 3 de novembre al 12 de desembre de 2010: Excel·lentíssim i Reverendíssim Monsenyor Jaume Traserra i Cunillera, bisbe administrador apostòlic de Solsona.
- Del 12 de desembre de 2010 al 25 de gener de 2019: Excel·lentíssim i Reverendíssim Monsenyor Jaume Traserra i Cunillera, bisbe emèrit de Solsona.